# Bupleurum lipskyanum
Bupleurum lipskyanum är en flockblommig växtart som först beskrevs av Koso-pol., och fick sitt nu gällande namn av O.A.Lincz. Bupleurum lipskyanum ingår i släktet harörter, och familjen flockblommiga växter. Inga underarter finns listade i Catalogue of Life.